# 무두드 아흐메드
무두드 아흐메드(벵골어: মওদুদ আহমেদ, 1940년 5월 24일~2021년 5월 16일)는 방글라데시의 변호사이자 정치인이었다. 그는 방글라데시 민족주의당의 상임위원이었다. 아흐메드는 노아칼리 1번과 노아칼리 5번 선거구에서 총 5차례 자티요 상샤드 의원으로 선출되었다.
아흐메드는 독립 후 방글라데시의 우체국장으로 일했다. 1980년대부터 방글라데시 정부에서는 부총리(1976년~1978년, 1987년~1988년), 방글라데시의 총리(1988년~1989년), 방글라데시의 부통령(1989년~1990년), 법무·의회 장관(2001년~2006년) 등 짧은 기간 동안 수많은 정치 직책을 역임했다.

## 어린 시절 및 경력
아흐메드는 1940년 영국령 인도에 노아칼리구에서 태어났다. 그의 아버지 맘타주딘 아흐메드는 수피즘 이슬람 학자이자 다카의 이맘이었다. 아흐메드는 다카 대학교에서 정치학 학사 및 석사 학위를 취득했다. 그는 1966년 런던의 링컨 여관에 있는 잉글리시 바에 불려갔다.
영국에 있는 동안, 아흐메드는 방글라데시 독립을 구상하는 데 있어 동파키스탄 학생들 사이에서 증가하는 지적 운동의 일부였다. 다카로 돌아온 그는 1968년 아가르탈라 음모사건 재판에서 셰이크 무지부르 라흐만의 법무팀에 합류했다. 그는 1969년 아유브 칸 원수와의 라왈핀디 원탁회의에 셰이크 무지브르 라흐만이 이끄는 벵골 대표단과 동행했다. 아흐메드는 방글라데시 독립을 향한 많은 중요한 발전들을 목격했다. 그는 1971년 해방 전쟁 동안 캘커타의 방글라데시 임시 정부에 참여했다. 그는 대외 홍보 부서에서 일했다.
아흐메드는 1974년 12월 셰이크 무지부르 라흐만의 명령으로 수감됐으나 나중에 석방됐다.

## 개인 생활 및 가족
아흐메드는 벵골 시인 자시무딘의 딸 하스나 자시무딘 무두드와 결혼했다. 그들에게는 시인 아나 카슈피야 무두드라는 딸이 있다. 그들의 장남인 아시프 맘타주 무두드는 3살에 죽었다. 또 다른 아들 아만 맘타지 무두드는 2015년 뎅기열로 사망했다.
아흐메드는 방글라데시 대법원에서 변호사로 일했다. 그는 독일 하이델베르크 대학교의 연구원이었고 미국 하버드 대학교의 방문 연구원이었다. 1997년 가을 그는 조지 워싱턴 대학교 엘리엇 국제 관계 학교의 블랜드 초빙교수로 재직했다. 그는 또한 엘리엇 학교의 국제 평의회 회원이기도 했다.

## 사망
2020년 12월 30일, 아흐메드는 헤모글로빈 수치 감소로 다카에 입원했고 결국 뇌졸중을 앓았다. 몇 주 후, 심박 조율기가 이식되었다.
아흐메드는 2021년 2월 1일 싱가포르에서 폐정체와 신장 합병증으로 병원에 입원했다. 그는 한 달 뒤인 3월 16일 80세의 나이로 세상을 떠났다.